# Melicertum georgicum
Melicertum georgicum är en nässeldjursart som beskrevs av Agassiz 1862. Melicertum georgicum ingår i släktet Melicertum och familjen Melicertidae. Inga underarter finns listade i Catalogue of Life.